# Prutting

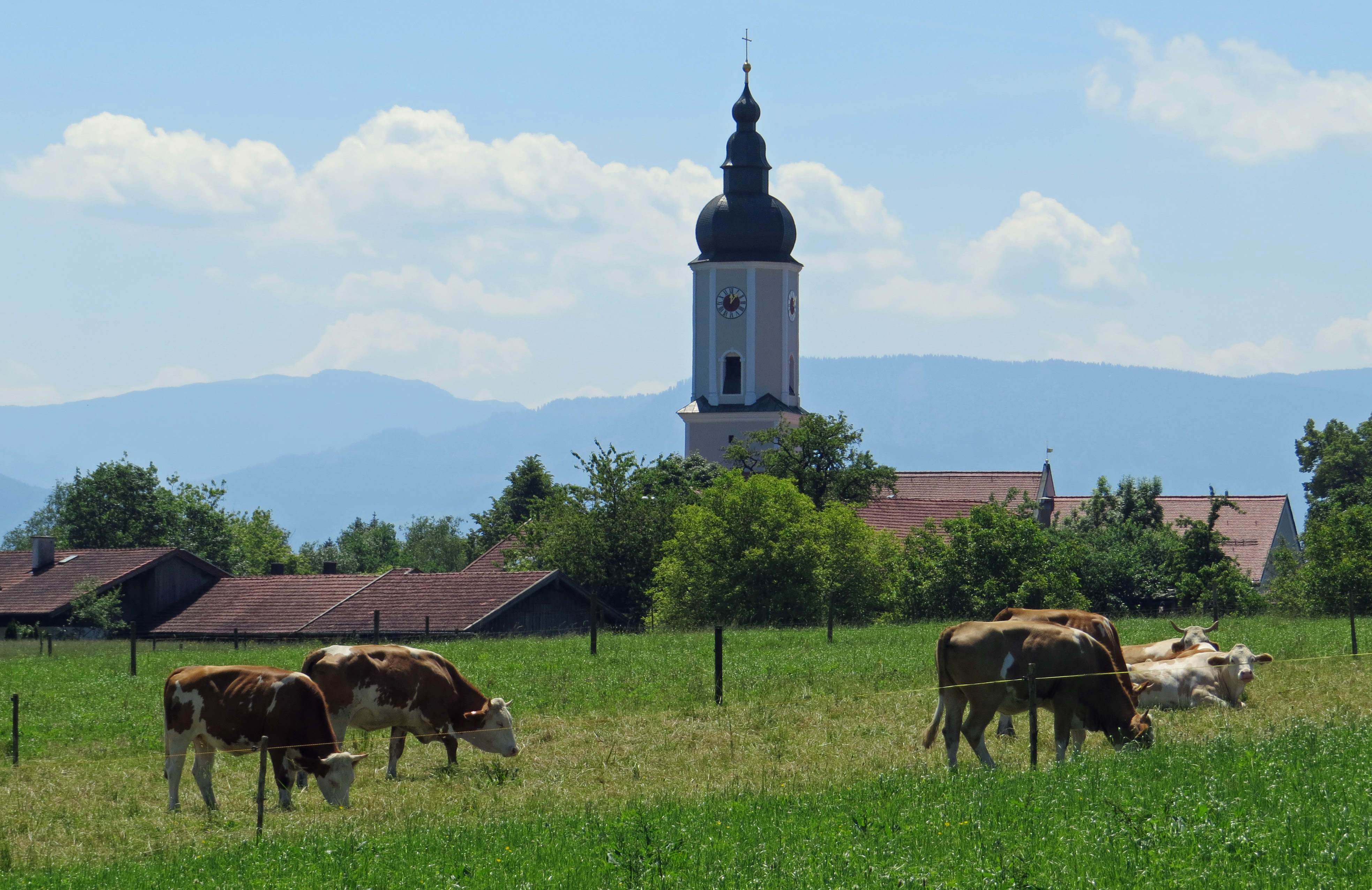
Prutting von Norden

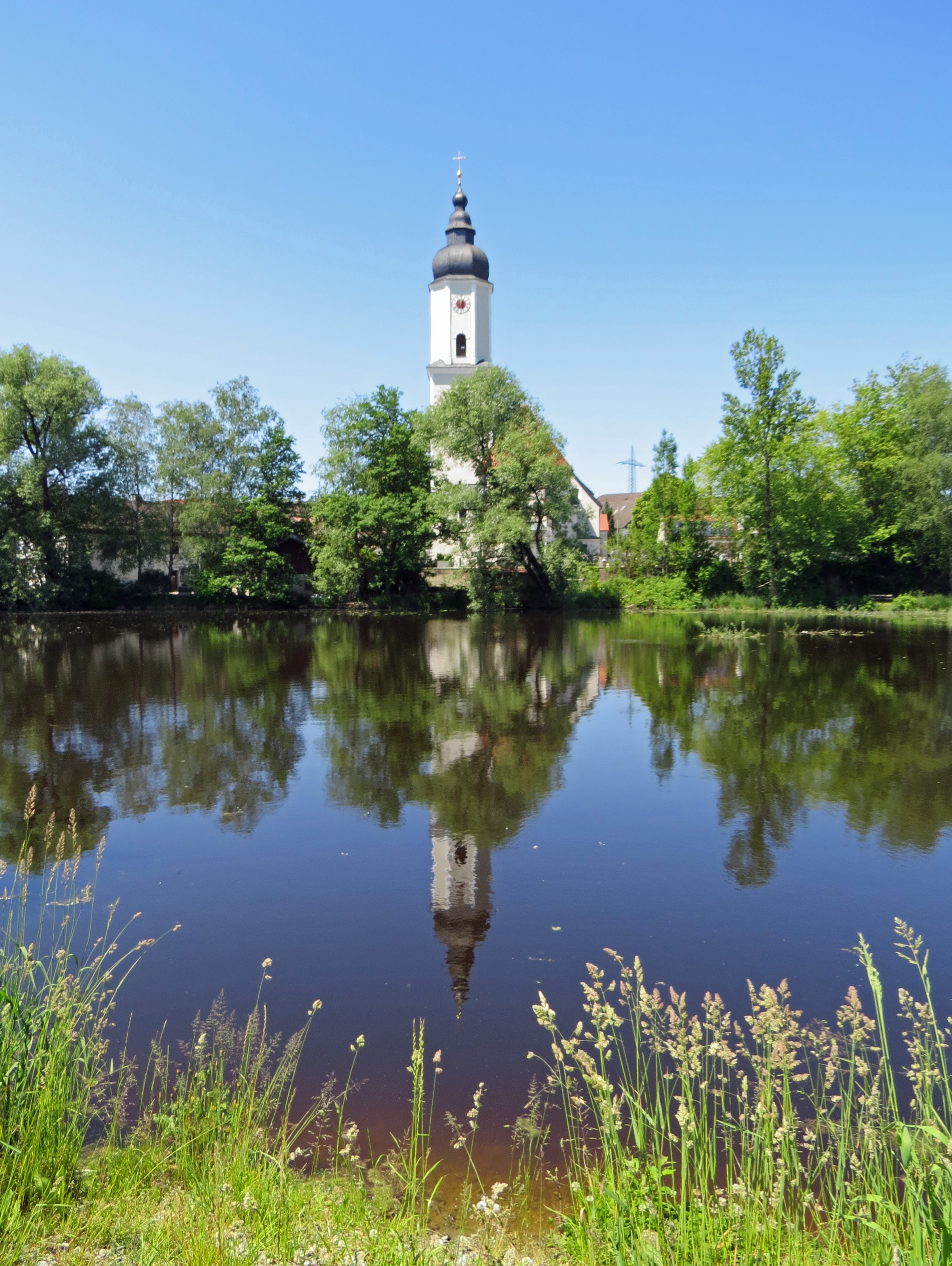
Kirche in Prutting

Prutting ist eine Gemeinde im oberbayerischen Landkreis Rosenheim.

## Geographie
Prutting liegt im Voralpenland. Der Ort ist von den vier Seen Hofstätter See, Rinssee, Siferlinger See und Simssee umgeben, die eine Vielzahl an Freizeitmöglichkeiten bieten.

### Gemeindegliederung
Es gibt 32 Gemeindeteile (in Klammern ist der Siedlungstyp angegeben):
- Aich (Weiler)
- Altstein (Weiler)
- Bamham (Dorf)
- Dobl (Weiler)
- Edling (Dorf)
- Feichten (Einöde)
- Forst am See (Einöde)
- Haberspoint (Weiler)
- Haidbichl (Dorf)
- Haidham (Dorf)
- Hub (Einöde)
- Inzenham (Dorf)
- Irlach (Weiler)
- Köbl (Weiler)
- Königsberg (Einöde)
- Langhausen (Weiler)
- Moosen (Einöde)
- Mühlthal (Einöde)
- Nendlberg (Weiler)
- Niedernburg (Dorf)
- Obernburg (Dorf)
- Osterlehen (Weiler)
- Prutting (Pfarrdorf)
- Rapolden (Einöde)
- Rauch im Holz (Einöde)
- Ried (Weiler)
- Rotterstetten (Weiler)
- Salmering (Weiler)
- Sonnen (Dorf)
- Spieln (Weiler)
- Straßwend (Einöde)
- Wolkering (Dorf)

### Nachbargemeinden
|  | Vogtareuth                                  | Söchtenau  |
|  | Kompassrose, die auf Nachbargemeinden zeigt | Bad Endorf |
|  | Stephanskirchen                             |            |

### Natur
Folgende Schutzgebiete berühren das Gemeindegebiet:
- Landschaftsschutzgebiet Schutz des Inntales (LSG-00535.01)
- Landschaftsschutzgebiet Inschutznahme des Hofstätter- und Rinssees in den Gemeinden Prutting, Söchtenau und Vogtareuth (LSG-00247.01)
- Landschaftsschutzgebiet Inschutznahme des Litzelsees und seiner Umgebung als LSG (LSG-00145.01)
- Landschaftsschutzgebiet Schutz des Simssees und seiner Umgebung (LSG-00111.01)
- Fauna-Flora-Habitat-Gebiet Innauen und Leitenwälder (7939-301)
- Fauna-Flora-Habitat-Gebiet Moore und Seen nordöstlich Rosenheim (8039-302)
- Fauna-Flora-Habitat-Gebiet Simsseegebiet (8139-371)

## Geschichte
Das Gebiet von Prutting war bereits in der Eisenzeit besiedelt, was die Funde und der römische Innübergang Pons Aeni zwischen den Provinzen Raetia und Noricum belegen. Das „Mösl“, der Dorfweiher, wurde von den Römern künstlich angelegt, um Pferde zu versorgen. Dies kann durch am Grund gefundene Fliesen belegt werden. Inzwischen ist nichts mehr davon zu sehen, das Mösl ist das Zuhause vieler Tiere geworden.
Die christliche Besiedlung lässt sich ins Jahr 924 zurückverfolgen.
Prutting gehörte zum Rentamt Burghausen bzw. zum Landgericht Kling. Der Zehnt war an das Stift Herrenchiemsee abzuliefern. Prutting wurde 1818 im Zuge der Verwaltungsreformen in Bayern eine selbstständige politische Gemeinde.

## Einwohnerentwicklung
Zwischen 1988 und 2018 wuchs die Gemeinde von 1806 auf 2880 um 1074 Einwohner bzw. um 59,5 %.

## Politik

### Gemeinderat
Die Gemeinderatswahl 2020 erbrachte folgende Sitzverteilung:
- CSU: 6 Sitze
- Freie Wähler: 2 Sitze
- Freier Wählerblock Prutting: 3 Sitze
- Unabhängige Liste Prutting: 3 Sitze

### Wappen
| Wappen von Prutting | Blasonierung: „In Rot eine silberne zweitürmige Kirche mit goldenem Dach in Schrägansicht, darüber gekreuzt ein silberner Schlüssel und ein silberner Palmzweig, im Schildfuß silberne Wellen.“ |
| Wappen von Prutting | |

## Baudenkmäler
- Mariä Himmelfahrt (Prutting)

## Öffentlicher Personenverkehr
- Busverkehr: Prutting ist mit drei Buslinien an den Regionalverkehr Oberbayern (RVO) angeschlossen. Durch die Linien 9492 und 9510 bestehen Verbindungen nach Bad Endorf, Rosenheim, Prien am Chiemsee, Halfing, Söchtenau, Amerang, Höslwang und Rimsting. Durch die Linie 9415 besteht eine Verbindung bis nach Wasserburg.
- Die nächsten Bahnhöfe sind Rosenheim und Bad Endorf.

## Wirtschaft
Neben zahlreichen mittelständischen Betrieben haben sich auch die Evert Etiketten GmbH und die Online-Druckerei Labelix hier niedergelassen.

## Persönlichkeiten
- Elisabeth Block (1923–1942?), Schülerin, NS-Opfer